# Solidago sempervirens
Solidago sempervirens, também conhecida por cubres é uma espécie botânica pertencente à família Asteraceae. Encontra-se em todas as ilhas dos Açores e costa oriental da América do Norte.
Caules até 60 cm de comprimento; numerosas folhas, apiculadas e ligeiramente espessas; grande número de pequenas flores amarelas.
Planta costeira, de falésias e depósitos de areia ou pedra. Somente na ilha do Faial e no grupo Ocidental existem algumas populações acima dos 250 m. O S. sempervirens ocorre disperso nos prados endémicos costeiros dominados pela Festuca petraea, assim como em habitats fortemente expostos, ao longo dos caminhos e junto a muros de pedra.
Na ilha das Flores pode-se tornar dominante na vegetação costeira das falésias, assumindo esta uma coloração amarelada quando o S. sempervirens está florido. Possivelmente foi introduzido vindo da América do Norte mas deverá ser um elemento já muito antigo da flora açoriana. A Fajã dos Cubres na Ilha de São Jorge tomou o seu nome a partir desta planta.
Actualmente encontra-se perfeitamente naturalizado em todas as ilhas.
A planta também é nativa da ilha da Madeira onde se distribui pela floresta da laurissilva.

## Galeria

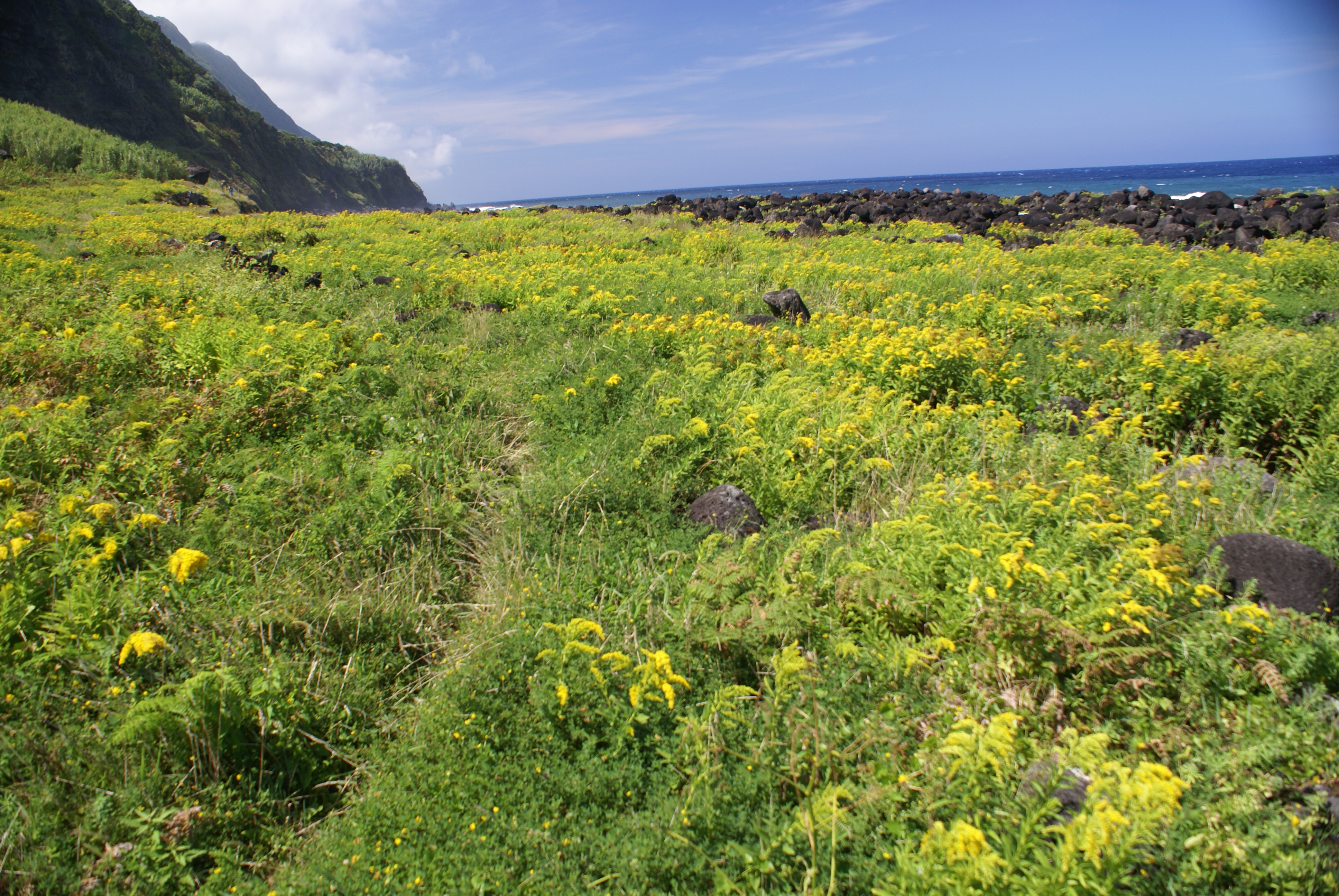
Fajã Rasa, grande povoamento de Cubres, Solidago sempervirens, Toledo, ilha de São Jorge.
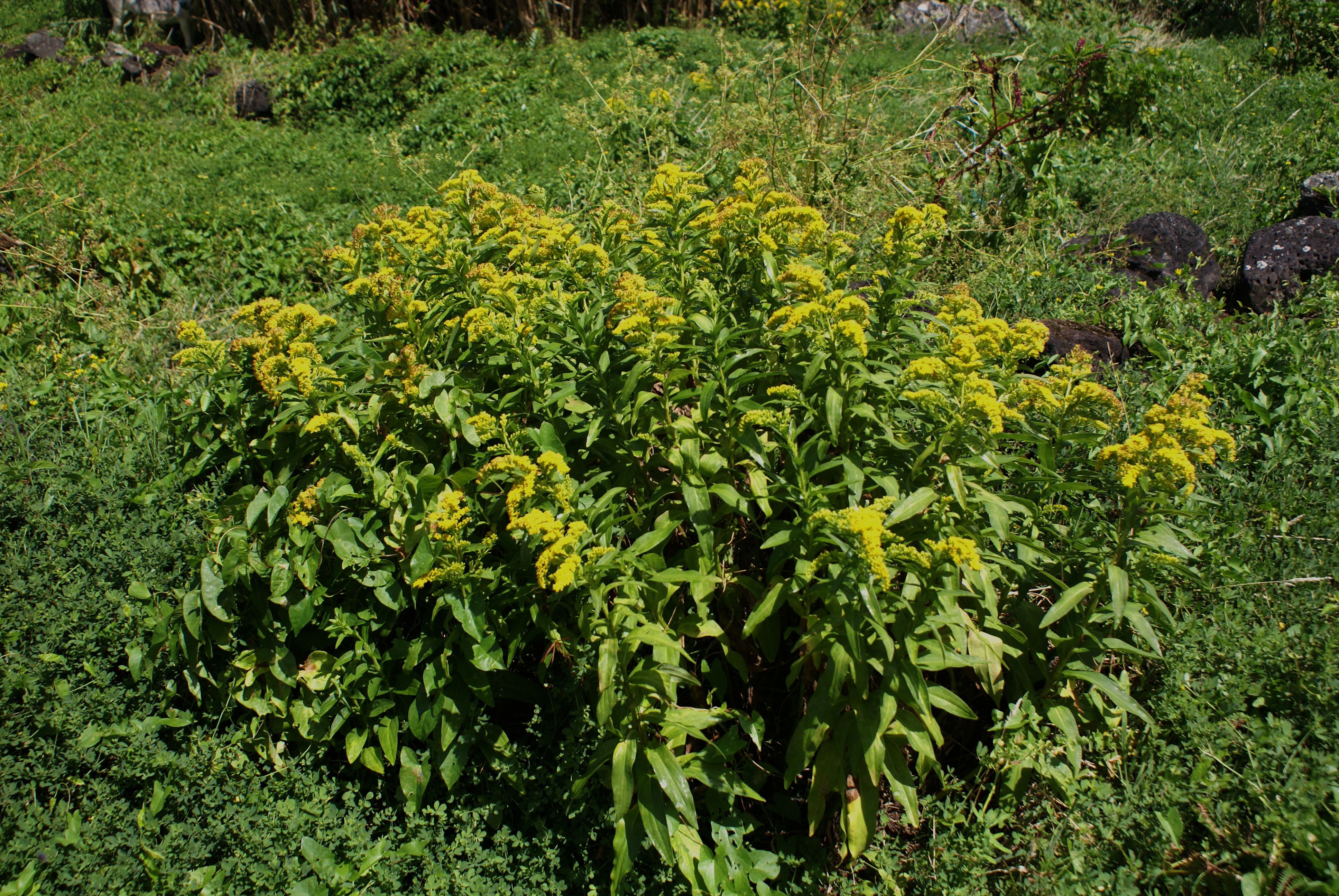